# Кузнечиха (Палехский район)
Кузнечи́ха — деревня в Палехском районе Ивановской области. Входит в состав Раменского сельского поселения.

## География
Деревня находится на берегу реки Люлех, на расстоянии 14 км (по автодорогам) к западу от посёлка городского типа Палех, административного центра района.

### Часовой пояс
Деревня Кузнечиха, как и вся Ивановская область, находится в часовой зоне МСК (московское время). Смещение применяемого времени относительно UTC составляет +3:00.

## Население
| 1859 | 1905 | 2010 |
| ---- | ---- | ---- |
| 166  | ↗199 | ↘45  |